# Sicyopus auxilimentus
Sicyopus auxilimentus е вид лъчеперка от семейство Попчеви (Gobiidae). Видът е световно застрашен, със статут Уязвим.